# Honkanen (ö i Södra Savolax)
Honkanen är en ö i Finland. Den ligger i sjön Ylä-Rieveli och i kommunen Pertunmaa i den ekonomiska regionen  S:t Michel och landskapet Södra Savolax, i den södra delen av landet, 160 km nordost om huvudstaden Helsingfors. Öns area är 15,4 hektar och dess största längd är 0,8 kilometer i sydöst-nordvästlig riktning.